# Pasynki (gmina)
Pasynki  (ros. Пасынковская волость, lit. Pasynkų valsčius) – dawna gmina wiejska istniejąca w dwóch odsłonach: w latach 1861–1934 oraz 1952–1954 na Białostocczyźnie. Siedzibą gminy były Pasynki.

## Pierwsza odsłona

### Imperium Rosyjskie
Gmina zbiorowa Pasynki powstała w wyniku reformy struktur administracyjnych państwa rosyjskiego w 1861 roku. Była częścią powiatu bielskiego należącego (od 1843) do guberni grodzieńskiej. W 1890 roku gmina Pasynki obejmowała 34 miejscowości i zamieszkiwało ją 5130 osób.

### I wojna światowa
Podczas I wojny światowej gmina wraz z powiatem bielskim należała do okupowanego przez Niemcy Ober-Ostu (w okręgu Białystok), gdzie znacznie zmieniono granice oraz podział administracyjny powiatu bielskiego. Spośród jego 15 gmin, zachowano 9 i zniesiono 6, ponadto utworzono 10 nowych; zmieniły się też granice gmin. W odniesieniu do gminy Pasynki:
- południowe pasmo gminy Pasynki włączono do gminy Orla (Hołody, Szczyty-Nowodwory, Zbucz),
- do gminy Pasynki włączono zachodnią część zniesionej gminy Rajsk (Deniski, Knorozy, Ploski),
- do gminy Pasynki włączono wschodnią część zniesionej gminy Klejniki (Istok, Klejniki, Lachy).

Podział ten w dużej mierze zachowano, kiedy powiat bielski przeszedł w sierpniu 1919 pod administrację polską.

### II Rzeczpospolita
W okresie międzywojennym gmina Pasynki należała do powiatu bielskiego w nowo utworzonym województwie białostockim.
Według Pierwszego Powszechnego Spisu Ludności z 1921 roku gmina Pasynki liczyła 39 wsi, kolonii i małych osad. Zamieszkiwały ją 5342 osoby. Większość mieszkańców gminy w liczbie 3802 osób zadeklarowała narodowość białoruską (72% ogółu mieszkańców gminy). Pozostali podali kolejno: narodowość polską (1518 osób; 28% ogółu mieszkańców) i żydowską (22 osoby). Pod względem wyznaniowym dominowali prawosławni (5101 osób; 95% wszystkich mieszkańców); pozostali zadeklarowali kolejno: wyznanie rzymskokatolickie (208 osób; 4% mieszkańców), wyznanie mojżeszowe (32 osoby) i brak wyznania (1 osoba).
16 października 1933 gminę Pasynki podzielono na 24 gromady: Czyże, Deniski, Hukowicze, Istok, Klejniki, Knorozy, Kotły, Kożyno, Krzywa, Lachy, Leniewo, Łoknica, Miękisze, Ogrodniki, Pasynki, Pilipki, Ploski, Podrzeczany, Saki, Sobótka, Stupniki, Treszczotki, Widowo i Zubowo.
Gminę Pasynki zniesiono z dniem 1 października 1934, po czym jej obszar wszedł w skład:
- nowej gminy Bielsk – gromady Deniski, Hukowicze, Knorozy, Kotły, Kożyno, Leniewo, Łoknica, Miękisze, Ogrodniki, Pasynki, Pilipki, Ploski, Saki, Sobótka, Stupniki, Treszczotki, Widowo i Zubowo,
- nowej gminy Hajnówka – gromada Leniewo,
- gminy Narew – gromady Istok, Klejniki i Lachy,
- gminy Orla – gromady Czyże, Krzywa i Podrzeczany.

## Druga odsłona
Gminę reaktywowano 1 lipca 1952, w znacznie mniejszej odsłonie, w powiecie bielskim w województwie białostockim, w związku z kolejną wielką restrukturyzacją administracyjną powiatu. W jej skład weszły:
- z części zniesionej gminy Bielsk – gromaday Łoknica, Miękisze, Ogrodniki, Pasynki, Pilipki, Saki, Sobótka, Treszczotki i Zubowo,
- z części (niezniesionej) gminy Orla – gromada Krzywa.

W dniu powołania gmina składała się zatem z 10 gromad: Krzywa, Łoknica, Miękisze, Ogrodniki, Pasynki, Pilipki, Saki, Sobótka, Treszczotki i Zubowo.
1 stycznia 1954 roku do gminy Pasynki przyłączono jeszcze gromadę Kożyno z gminy Klejniki, zwiększając tym samym liczbę gromad do 11.
Gminę zniesiono ostatecznie 29 września 1954 roku wraz z reformą wprowadzającą gromady w miejsce gmin:
Jednostki nie przywrócono 1 stycznia 1973 w związku z kolejnym reaktywowaniu gmin.